# Свидницкое княжество
Свидницкое княжество или Герцогство Швайдниц (пол. Księstwo świdnickie, чеш. Svídnické knížectví, нем. Herzogtum Schweidnitz) — княжество, существовавшее в Нижней Силезии со столицей в Свиднице.

## История
В 1278 году скончался князь силезский и легницкий Болеслав II Рогатка, оставивший после себя трех сыновей: Генриха Брюхатого, Болеслава Сурового и Бернарда Проворного. Еще при жизни своего отца Генрих Брюхатый владел яворским уделом. После смерти в 1278 году своего отца Болеслава Генрих Брюхатый занял легницкий княжеский престол, а своим младшим братьям Болеславу и Бернарду уступил в совместное владение Яворское и Львувецкое княжества. В 1281 году Болеслав Суровый и Бернард Проворный разделили княжества между собой: Болеслав остался править в Яворе, а своему младшему брату Бернарду отдал Львувек-Слёнски. В 1286 году после смерти бездетного Бернарда Львувецкое княжество вернулось под власть его старшего брата Болеслава Сурового.
В 1290 году после смерти Генриха Пробуса князь легницкий Генрих Брюхатый захватил Вроцлавский княжеский престол. В 1291 году в награду за оказанную помощь в борьбе за Вроцлавское княжество Генрих Брюхатый передал своему младшему брату Болеславу Суровому, князю Яворскому, южные земли Вроцлавского княжества с городами Свидница, Зембице, Зомбковице-Слёнске и Стшелин. В 1296 году, после смерти своего старшего брата Генриха Брюхатого, Болеслав Суровый стал регентом Вроцлавского княжества и опекуном трех его сыновей.
В 1301 году князь Свидницкий и Яворский Болеслав Суровый скончался. Ему наследовали трое сыновей: Бернард, Генрих и Болеслав II, которые получили в совместное владение Явор, Свидницу и Зембице. В 1312 году братья произвели первый раздел княжества. Генрих получил отцовский удел (Явор и Львувек-Слёнски), а Бернард и Владислав продолжили владеть Свидницей и Зембице. В 1322 году состоялся новый раздел княжества. Бернард стал править в Свидницу, а Болеслав получил во владение Зембице.
В 1326 году после смерти князя Бернарда Свидницкого его сыновья Болеслав и Генрих стали совместно править в Свидницком княжестве. В 1343/1345 году после смерти Генриха его старший брат Болеслав II Малый стал единоличным правителем Свидницкого княжества. В 1346 году после смерти своего бездетного дяди Генриха Яворского Болеслав Малый объединил под своей властью Яворское, Львувецкое и Свидницкое княжества.
В 1368 году Болеслав II Малый скончался. Все три княжество он завещал своей жене Агнессе Австрийской, младшей дочери герцога Леопольда Австрийского, в качестве вдовьего удела. После ее смерти в 1392 году Яворское, Львувецкое и Свидницкое княжества вошли в состав Чешского королевства.

## Князья Свидницкие
| #                                                | Портрет | Имя (годы жизни)                                                            | Родители                                           | Годы правления | Примечания |
| ------------------------------------------------ | ------- | --------------------------------------------------------------------------- | -------------------------------------------------- | -------------- | --- |
| 1                                                |         | Болеслав I Суровый (1252/1256 — 9 ноября 1301)                              | Болеслав II Рогатка Хедвиг Ангальтская             | 1291-1301      | князь Львувецкий (с 1278 по 1281 и с 1286 по 1301 год), князь Яворский (с 1278 по 1301 год) |
| 2                                                |         | Бернард Свидницкий (1288/1291 — 6 мая 1326)                                 | Болеслав I Суровый Беатриса Бранденбургская        | 1301-1326      | князь Львувецкий (с 1301 по 1312 год), князь Яворский (с 1301 по 1312 год) |
| 3                                                |         | Генрих I Яворский (1292/1296 — 15 мая 1346)                                 | Болеслав I Суровый Беатриса Бранденбургская        | 1301-1312      | князь Львувецкий (с 1301 по 1346 год), князь Яворский (с 1301 по 1346 год), князь Глогувский (с 1337 по 1346 год) |
| 4                                                |         | Болеслав II Зембицкий (1300 — 11 июня 1341)                                 | Болеслав I Суровый Беатриса Бранденбургская        | 1301-1322      | князь Львувецкий (с 1301 по 1312 год), князь Яворский (с 1301 по 1312 год), князь Зембицкий (с 1322 по 1341 год) |
| 5                                                |         | Болеслав II Малый (1309/1312 — 28 июля 1368)                                | Бернард Свидницкий Кунигунда Польская              | 1326-1368      | князь Львувецкий (с 1346 по 1368 год), князь Яворский (с 1346 по 1368 год), князь Бжегский (с 1358 по 1368 год), князь Севежский (с 1359 по 1368 год), князь Глогувский (с 1361 по 1368 год), князь Сцинавский (с 1365 по 1368 год) |
| 6                                                |         | Генрих II Свидницкий (1316/1324 — 28 июня 1345)                             | Бернард Свидницкий Кунигунда Польская              | 1326-1345      | |
| 7                                                |         | Агнесса Австрийская, жена князя Болеслава II Малого (1322 — 2 февраля 1392) | Леопольд I, герцог Австрийский Екатерина Савойская | 1368-1392      | Вдовий удел княгиня Львувецкая (с 1368 по 1392 год), княгиня Яворский (с 1368 по 1392 год) |
| В 1392 году вошло в состав земель Чешской короны |         |                                                                             |                                                    |                | |